# پرندان
پرندان، روستایی از توابع بخش رحیم‌آباد شهرستان رودسر در استان گیلان ایران است.

## جمعیت
این روستا در دهستان سیارستاق ییلاقی قرار دارد و براساس سرشماری مرکز آمار ایران در سال ۱۳۸۵، جمعیت آن ۶۰ نفر (۱۷خانوار) بوده‌است.

## موقعیت جغرافیایی
این روستا با روستاهای سنگسرود، اره چاک و دوگل همسایه بوده و در 62 کیلومتری بخش رحیم آباد و 77 کیلومتری جنوب شرقی شهرستان رودسر واقع شده است.

## شهرت
در میان اشکوری ها این روستا به نقطه آهنگری مشهور می باشد. از دیرباز در این روستا مردمانی زندگی می کردند که کار اصلی آنها آهنگری بوده است. بدین منظور قاطر و اسب چهارپاداران مناطق مختلف اشکور را نعل می کردند. هم اکنون نیز در این روستا یک دکان آهنگری وجود دارد.
در گذشته این روستا مسیر رفت‌وآمد اشکوری ها به سمت قزوین نیز به شمار می رفت. 

## محصولات
محصول اصلی این روستا فندق می باشد و علاوه بر آن، گردو، گل گاو زبان و تا چند سال پیش گندم و جو نیز از محصولات این روستا به شمار می رفت که اکنون دیگر کشت نمی شود.